# Mare (affluent de l'Orb)
Pour les articles homonymes, voir Mare (homonymie).
La Mare [ma.ʁə] est une rivière du département de l'Hérault dans la région Occitanie et un affluent droit de l'Orb.

## Géographie
De 29,5 km de longueur, la Mare est une rivière française qui prend sa source à Castanet-le-Haut dans les Monts de l'Espinouse (département de l'Hérault). Elle passe à Saint-Gervais-sur-Mare et Villemagne-l'Argentière. Elle se jette dans l'Orb à Hérépian.

### Communes et cantons traversées
- Castanet-le-Haut (34055), Hérépian (34119), La Tour-sur-Orb, Rosis (34235), Saint-Étienne-Estréchoux (34252), Saint-Gervais-sur-Mare (34260), Taussac-la-Billière (34308), Villemagne-l'Argentière (34335)

## Affluents

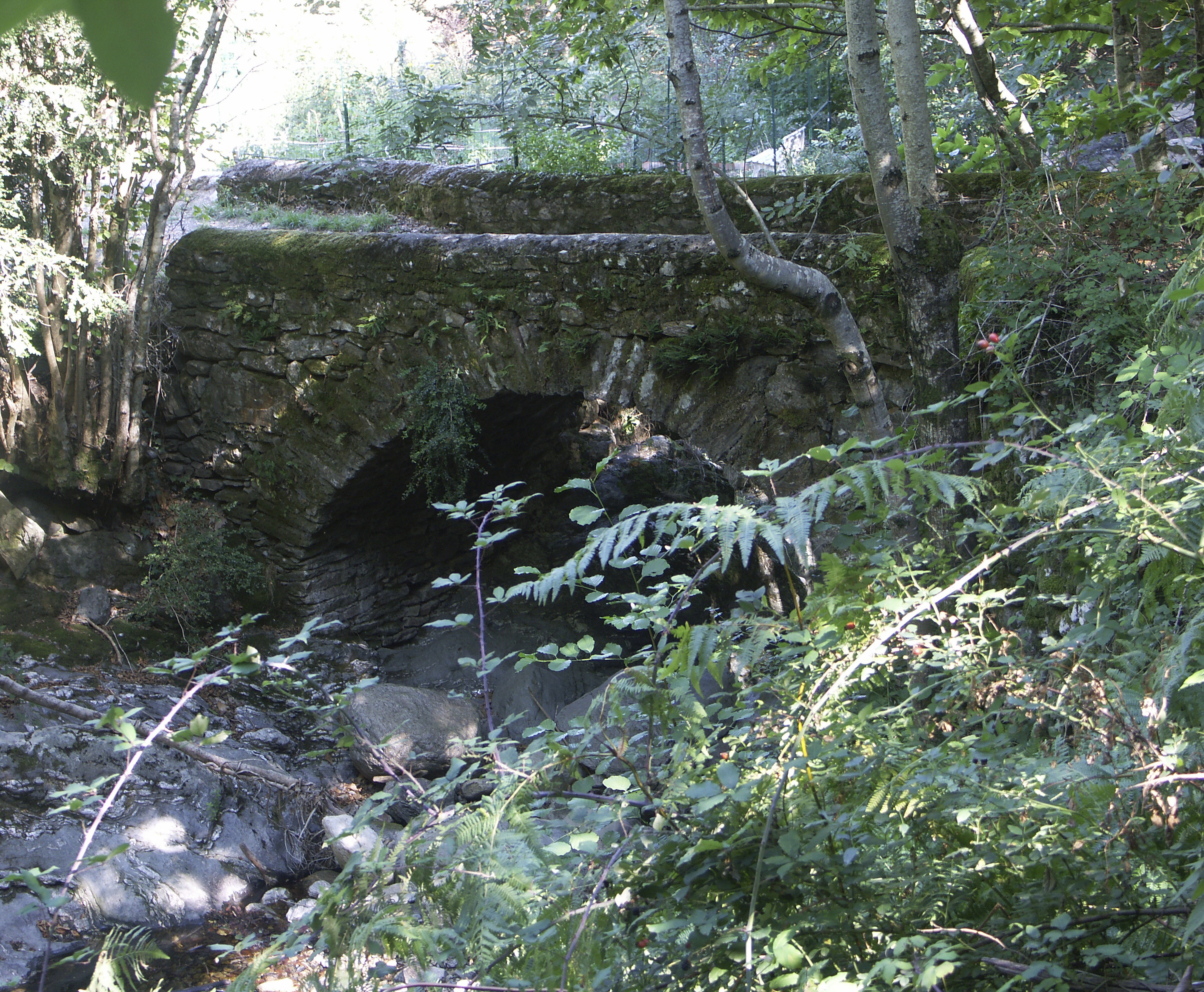
La Mare à Castanet-le-Haut.

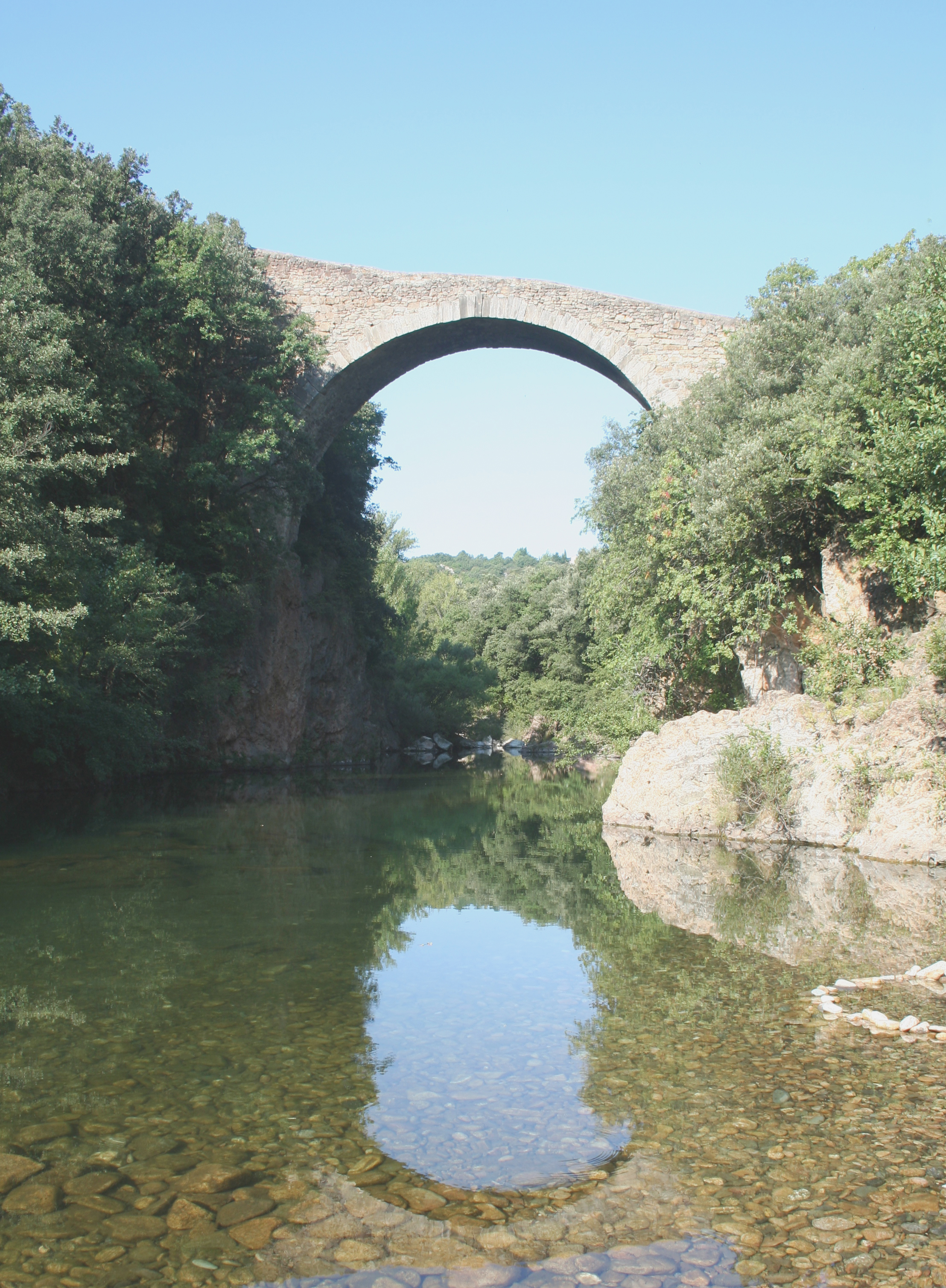
Le pont du Diable de Villemagne-l'Argentière.

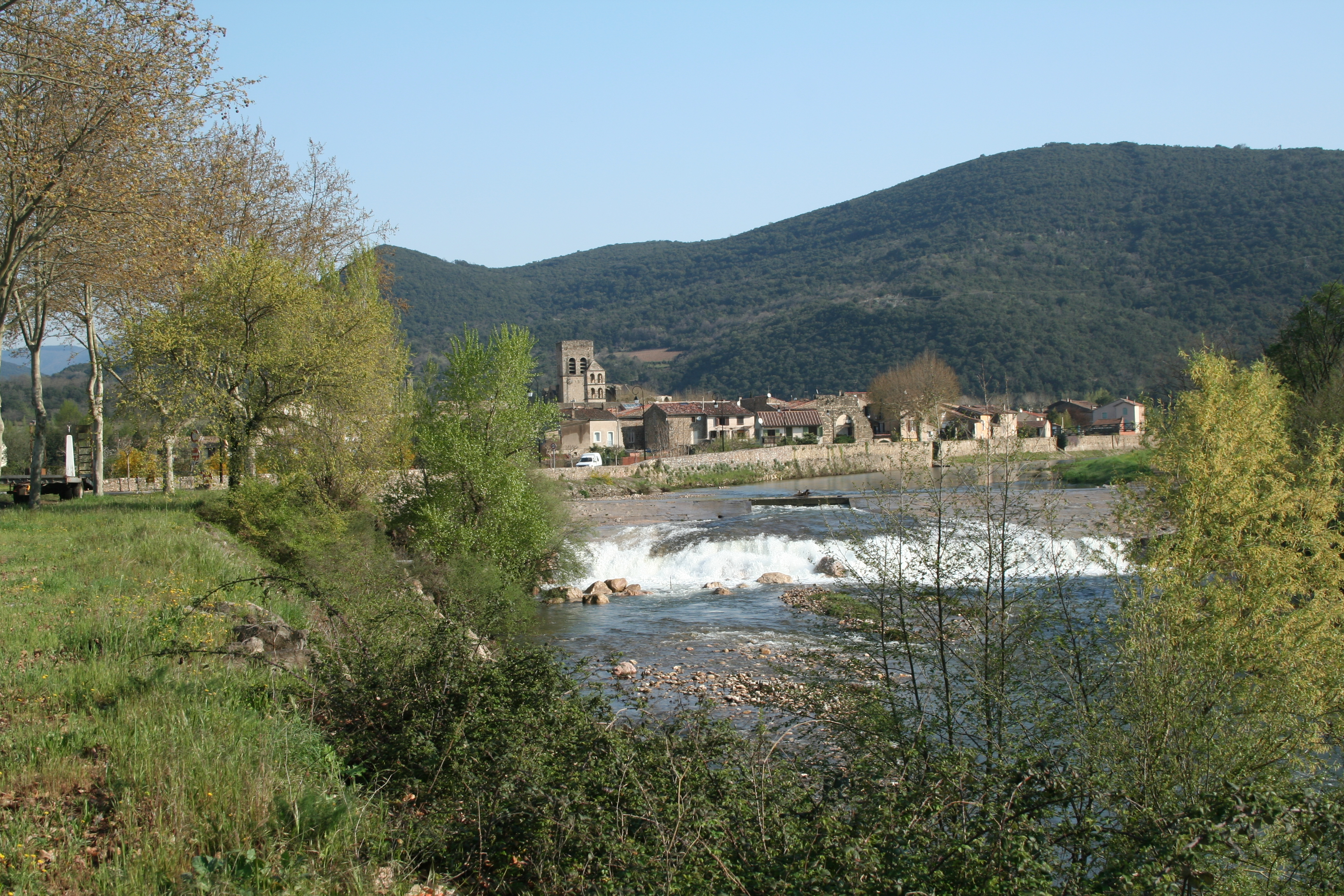
La Mare à Villemagne-l'Argentière.

- Le Fontaillet
- Le rec de l'Ayguè
- Le Pas de la Lauze
- Le Ruisseau de Rasigade
- Le Ruisseau de Capials
- Le Ruisseau de Ribescé
- Le Ruisseau de Marceline
- Les Devois de Fayet
- Le Salibens
- Le rec de Sus
- Le Peyrigas
- Le Bouissou
- Les Combals
- Le Seilhes
- Le Navet
- Le Casselouvre
- La Combe
- Le Narbounis
- Le Bédes
- Les Salles
- Le Clédou
- L'Espaze

## hydronymie
Le nom de la rivière est attesté sous les formes : fluminis Mase (1253), ultra Masam, flumine Mase (1278), ripparia Mare (1550), etc..
Le nom dérive d'un thème masa d'origine prélatine, avec évolution en mar- par rhotacisme.